# Гейді Гаутала
Гейді Аннелі Гаутала (фін. Heidi Anneli Hautala, нар. 14 листопада 1955, Оулу, Фінляндія) — фінська політична діячка, у минулому — голова Зеленого союзу Фінляндії і депутатка Європейського парламенту. З червня 2011 року — міністерка у справах міжнародного співробітництва Фінляндії.
У 2000 і 2006 роках балотувалася на посаду президента Фінляндії.
Вільно володіє фінською, шведською, англійською, німецькою, французькою і трохи російською мовами.

## Біографія
Народилася 14 листопада 1955 року в місті Оулу. Здобула. ступінь магістра наук з сільського господарства та лісівництва в Гельсінському університеті.
- У 1974 році заснувала вегетаріанський ресторан «Kasvis».
- З 1976 до 1982 року — кореспондентка журналу «Uuden Ajan Aura».
- З 1980 до 1985 року — викладачка курсів вегетаріанської кулінарії.
- З 1982 до 1985 року — кореспондентка журналу «Suomi».

### Політична кар'єра
З 1987 до 1991 року — членкиня і одночасно голова Зеленого союзу Фінляндії, від якого в 2000 і 2006 роках балотувалася на пост президента Фінляндії. Першого разу отримала 100 740 (3,3 %) голосів і зайняла 5 місце, вдруге — 105 248 (3,5 %) голосів і зайняла 4 місце.
У 1999 році на виборах до Європейського парламенту посіла перше місце за кількістю отриманих голосів серед усіх кандидатів в Європарламент від Фінляндії (9 %). В Європарламенті займала пост голови підкомітету з прав людини.
У 2005-2007 роках — членкиня наглядової ради, а з 14 березня 2007 — голова ради директорів нафтової компанії Neste.

#### Критика Росії
У 2007 заснувала «Фінсько-російський цивільний форум», ставши його головою і однією з найрішучіших критиків Росії та її керівництва в Фінляндії. Була присутня як спостерігачка на акціях «Стратегії-31» і критикувала російську владу за насильство проти мирних демонстрантів, виступала на підтримку Михайла Ходорковського і російських дисидентів.
Неодноразово жорстко критикувала уряд Росії і владу фіно-угорських регіонів, які не роблять активних дій в питанні збереження корінних етносів уральської мовної сім'ї. У квітні 2009 року у зверненні на ім'я президента РФ Дмитра Медведєва написала: «Ми стурбовані становищем фіно-угорських народів. У Республіці Марій Ел з 2001 року триває їх відкрите пригнічення». У липні 2010 року Гейді Гаутала спільно з депутатом Європарламенту Сату Хассі звернулися до влади Пермського краю з проханням зберегти марійську національну школу в селі Васькино Суксунського району.

#### Міністерка у справах міжнародного співробітництва
З червня 2011 року в кабінеті уряду Юркі Катайнена Гейді Гаутала зайняла пост міністра у справах міжнародного співробітництва; серед її обов'язків на цій посаді — питання управління державною власністю. Її місце в Європарламенті займе екс-голова Зеленого союзу Фінляндії Тар'я Кронберґ.